# Alt-Arheilgen
Alt-Arheilgen bezeichnet einen Statistischen Bezirk im Stadtteil Darmstadt-Arheilgen. 

## Sehenswürdigkeiten

### Historische Bauwerke
- Altes Rathaus
- Auferstehungskirche Arheilgen
- Fachwerkgebäude (Darmstädter Straße 7)
- Gasthaus Zum Weißen Roß
- Gasthof Zum Löwen
- Hofreite (Darmstädter Straße 5)
- Pfarramt
- Rückenmühle
- Schreiberpforte